# John Dowdy

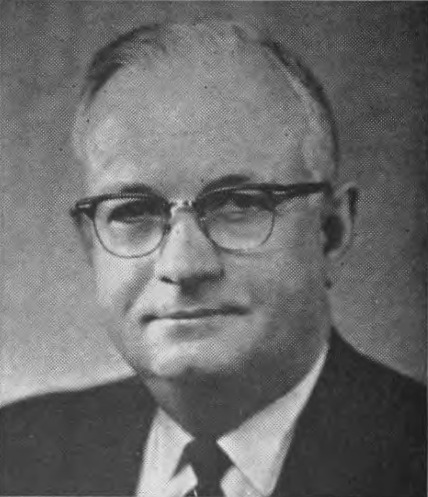
John Dowdy (1969)

John Vernard Dowdy (* 11. Februar 1912 in Waco, Texas; † 12. April 1995 in Athens, Texas) war ein US-amerikanischer Politiker. Er vertrat den Bundesstaat Texas als Abgeordneter im US-Repräsentantenhaus.

## Werdegang
John Dowdy graduierte 1928 an der High School in Henderson. Danach besuchte er von 1929 bis 1931 das College of Marshall (jetzt East Texas Baptist University). Anschließend studierte er Jura und arbeitete von 1931 bis 1944 als Gerichtsschreiber. Danach war er als Anwalt in seiner Praxis und später von 1945 bis 1952 als Bezirksstaatsanwalt des dritten Gerichtsbezirks von Texas tätig.
Dowdy wurde in einer Sonderwahl als Demokrat in den 82. Kongress gewählt, um den freien Platz zu füllen, der durch den Rücktritt des Abgeordneten Tom Pickett entstand. Zunächst war er Abgeordneter des siebten Wahlbezirks von Texas und trat, nachdem dieser Distrikt von George Bush übernommen worden war, ab 1967 für den zweiten Wahlbezirk an. Dowdy wurde noch zehn weitere Male wiedergewählt. Seine Amtszeit dauerte vom 23. September 1952 bis zum 3. Januar 1973. Danach entschloss sich Dowdy 1972, auch wegen der Anklage der Bestechung, nicht noch einmal für die Wiederwahl in den 93. Kongress zu kandidieren. In seiner Zeit im Kongress war er an der Verfassung des Southern Manifesto beteiligt, das sich gegen Rassenintegration an den öffentlichen Einrichtungen aussprach.

## Bestechungsvorfall
Nach Ansicht der Staatsanwaltschaft nahm Dowdy 25.000 $ Schmiergeld an, um in der Bundesuntersuchung der Monarch Construction Company aus Silver Spring, Maryland zu intervenieren. 1971 wurde Dowdy in acht Punkten angeklagt: zwei Fälle der Verschwörung, ein Fall des Transportes von Schmiergeld über die Staatsgrenze und fünf Fälle des Meineids. Nachdem Dowdy im Kongress 1973 zurückgetreten war und sein Amt niedergelegt hatte, widerrief das vierte US-Bundesberufungsgericht in Richmond, Virginia die Urteile wegen Bestechung und Verschwörung. Bei der Urteilsverkündung saß Dowdy noch wegen Meineids im Gefängnis.
Rechte Flügelgruppen sammelten sich zu seiner Verteidigung, darunter auch der Washington Observer und die Liberty Lobby, die die These verfochten, das Dowdy ein Opfer einer „bösen Falle durch das Justizministerium in Zusammenarbeit mit einer Gruppe der Immobilienmafia“ war. Nach Angaben der Zeitung bestand deren Hintergedanke darin, Dowdys Unterausschussuntersuchung gegen Betrug im US-Bauministerium zur Einstellung zu bringen.

## Komitees
- 83. Kongress – Post Office and Civil Service
- 84. Kongress – Post Office and Civil Service, House Administration
- 85. bis 92. Kongress – Judikative, District of Columbia Unterausschuss